# Васильевка (Марьяновский район)
Васи́льевка — деревня в Марьяновском районе Омской области России, в составе Васильевского сельского поселения.
Население — 441 чел. (2010)

## Физико-географическая характеристика
Васильевка находится в лесостепи в пределах Ишимской равнины, являющейся частью Западно-Сибирской равнины. В окрестностях населённого пункта распространены лугово-чернозёмные солонцеватые и чернозёмы языковатые обыкновенные. Реки и озёра вблизи деревни отсутствуют.
По автомобильным дорогам расстояние до областного центра города Омск составляет 50 км, до районного центра посёлка Марьяновка — 11 км. Ближайшая железнодорожная станция Марьяновка расположена в районном центре.
Часовой пояс
Васильевка,как и вся Омская область находится в часовой зоне МСК+3. Смещение применяемого времени относительно UTC составляет +6:00.

## История
Основана как немецкий хутор в 1910 году. До 1917 года поселение входило в состав Омского уезда Акмолинской области.

## Население
| 1920 | 1926 | 2010 |
| ---- | ---- | ---- |
| 79   | ↘65  | ↗441 |